# Научение
Науче́ние (англ. learning) — относительно постоянные изменения в поведении, происходящие в результате практики — взаимодействия организма со средой; приобретение знаний, умений и навыков. Способностью к научению обладают люди, животные и некоторые машины; есть также свидетельства некоторой способности к научению у некоторых растений. Природа и процессы, участвующие в научении, изучаются во многих областях, включая педагогическую психологию, нейропсихологию, экспериментальную психологию и педагогику.

## Реактивное научение
Реактивное научение, при котором вырабатываются новые реакции на раздражители. Это пассивная форма научения: для приобретения новых реакций живое существо не производит никаких действий над внешней средой.
Самый простой вид научения. Основные формы реактивного научения: привыкание и сенсибилизация, импринтинг, классическое обусловливание.

### Привыкание и сенсибилизация
Эти простейшие формы научения имеются у самых примитивных животных, но сохраняются и у человека.
- Привыкание (габитуация) — это уменьшение реакции при повторном действии незначимого раздражителя. Например, человек привыкает спокойно спать под шум автомобилей под окнами.
- Сенсибилизация — напротив, это усиление реакции при повторном действии значимого раздражителя. Например, у человека, сильно испуганного громким звуком, на некоторое время усиливается реакция и на тихие звуки.

### Импринтинг
Импринтинг («запечатление») — это мгновенное научение, «научение с первого раза». Классический пример импринтинга — формирование привязанности гусят к первому увиденному после вылупления движущемуся объекту. В естественной среде обитания этим объектом бывает мать, и гусята сразу после вылупления начинают повсюду следовать за ней; биологическое значение этого феномена очевидно. Если же первым движущимся объектом оказывается экспериментатор или даже неодушевлённый предмет (например, мячик), то гусята начинают следовать именно за ним.
Важная закономерность импринтинга заключается в том, что он формируется в строго определённые периоды жизни, называемые критическими периодами. В примере с гусятами критический период — это первые часы после рождения. Эта закономерность распространяется и на многие другие формы научения, сходные с импринтингом: например, канарейка может научиться петь только в том случае, если её в определённый период жизни подсадить к взрослой поющей особи; у ребёнка существует определённый критический период (до 5 лет) для формирования речи. Таким образом, критические периоды в широком смысле слова — это такие периоды, в которые особенно легко формируются и особенно прочно закрепляются определённые формы поведения.

### Классическое обусловливание
Павловское, респондентное обусловливание. Это процесс формирования условных рефлексов. Условные рефлексы отличаются от безусловных следующими основными особенностями.
- Безусловные рефлексы — в основном врождённые, они возникают в ответ на биологический стимул без предыдущего научения, или обусловливания.
- Условные рефлексы — новые, приобретённые связи между нейтральным стимулом и безусловной реакции; они вырабатываются при сочетаний безусловного и нейтрального стимулов, главные из которых следующие:

Типичный пример — выработка условнорефлекторного слюноотделения. Предъявление пищи — это безусловный стимул: у более или менее голодного животного или человека оно всегда вызывает слюноотделение. Если предъявление пищи несколько раз предварять включением лампочки, то через некоторое количество повторов в ответ на включение лампочки будет выделяться слюна.
Если безусловный стимул перестает подкрепляться, то условный рефлекс постепенно начинает угасать. Например, если выработать условнорефлекторное слюноотделение на включение лампочки, а затем это включение перестать сопровождать предъявлением пищи, то через некоторое время вид лампочки перестанет вызывать слюноотделение. Это явление называется угасанием. Существуют несколько видов угасания, но все они обладают главным общим свойством: возникают в ответ на неподкрепление.
Биологический смысл условных рефлексов заключается в том, что условные раздражители имеют сигнальное значение, то есть оповещают о предстоящих важных событиях. Таким образом, реакция на условный стимул (условный рефлекс) обеспечивает опережающее реагирование, это имеет ценность для выживания вида. Значение условного рефлекса огромно: подавляющее большинство наших действий представляет собой опережающие реакции на сигналы. Благодаря постоянной выработке условных рефлексов на подкрепляемые стимулы и угасанию условных рефлексов — при прекращении подкрепления организм всё тоньше и точнее приспосабливается к окружающей среде.
Респондентное обусловливание было открыто И. П. Павловым.

## Оперантное обусловливание
Оперантное обусловливание, при котором вырабатываются новые формы поведения.
Это формирование оперантнов — активных действий (операций), воздействующих на окружающий мир.

## Метод проб и ошибок
Этот способ научения заключается в том, что живое существо при возникновении потребности производит множество разных действий (проб); большинство из них оказывается бесполезным (ошибки), но некоторые приводят к достижению цели, и тогда они закрепляются в виде оперантных условных рефлексов. Например, у голубя в клетке имеется кружок, удар по которому приводит к появлению кормушки с зерном. Голодный голубь активно ходит по клетке, клюет разные объекты и при случайном попадании клювом в кружок получает пищу. Через некоторое количество повторов голубь для получения пищи будет уже направленно бить кружок клювом.
Выработку оперантных условных рефлексов можно направлять, подкрепляя какие-то промежуточные этапы, нужные для достижения цели (например, выложить для голубя дорожку из зернышек по направлению к кружку и приклеить к кружку ещё одно зернышко). Этот метод обучения называется методом формирования реакций, он широко используется при дрессировке, частично — при воспитании детей и в разных видах психотерапии. Используется животными при воспитании молодых особей — например, когда кошка воспитывает котят.

## Социальное научение
В естественной среде ни метод проб и ошибок, ни метод формирования реакций сами по себе не могут обеспечить адаптации и выживания животного. Любая ошибка может оказаться последней: заяц не может ошибиться в своем поведении при виде волка. Наставника же, формирующего реакции, тоже нет; исключение составляет обучение детёнышей родителями, но этот способ достаточно ограничен. В связи с этим возникло социальное научение, или научение путём наблюдения. Суть его сводится к тому, что молодая особь учится не на своих, а на чужих ошибках: копируя поведение взрослых особей, она перенимает опыт поколений. Эта форма научения включает два вида: простое подражание и викарное научение.
Простое подражание — cлепое копирование действий взрослых особей, без понимания его последствий. Простое подражание характерно для самых молодых особей — маленьких детей и детенышей животных.
Имитационное (викарное) научение — подражание успешной модели с пониманием последствий. Так кто-то подражает любимым героям книг или фильмов, кто-то — лидеру класса, кто-то — известным спортсменам, актёрам и пр. Это научение характерно для более взрослых особей — подростков и молодых животных; иногда у человека оно сохраняется на всю жизнь, фактически заменяя самостоятельное развитие и поведение.
Ассоциативное обучение
Процесс, посредством которого человек или животное познают связь (ассоциацию) между двумя стимулами или событиями.
По мнению биолога Франса де Вааля, ассоциативное научение следует различать от событийной памяти.

## Когнитивное объяснение научения
Это самая сложная и самая совершенная форма научения, при котором живое существо научается вначале проводить действия над умственной моделью действительности, а затем переносить полученные результаты на реальную действительность.
Представим себе лабиринт, ведущий к кормушке; этот лабиринт сначала раздваивается на левое и правое ответвления, а затем оба ответвления сходятся. Если крысу приучить бежать к кормушке по левому ответвлению, а затем его перекрыть, то крыса, наткнувшись на перегородку, внезапно поворачивает и бежит по правому ответвлению, без предварительных проб и ошибок. Иными словами, в процессе обучения у неё в мозге под действием потока осознаваемых и неосознаваемых раздражителей формируется «карта местности» — так называемая когнитивная карта. В широком смысле слова под когнитивной картой можно понимать не только чисто топографическую схему местности, но любую модель действительности, над которой совершаются умственные действия. Классический пример — обезьяна, у которой в клетке лежат узкая и широкая метровые трубки, а на отдалении полутора метров от клетки лежит банан; обезьяна безуспешно пытается достать его сначала рукой, потом отдельными трубками, затем на какое-то время замирает («задумывается») и вдруг неожиданно вставляет одну трубку в другую и достаёт банан — причём ранее она этого никогда не делала.

## Эволюционная трактовка
Известный американский специалист по эволюционной медицине Рэндольф Несси считает, что развитие научения у животных и человека имеет эволюционную природу. При этом механизм научения дает эволюционные преимущества по сравнению с жесткой запрограммированностью того или иного поведения.

## Научение взрослых по сравнению с научением детей
Научение обычно более эффективно происходит у детей и даётся более трудно с возрастом. Исследование, использующее нейровизуализацию, идентифицировало быстрое повышение уровня нейромедиатора ГАМК как основной компонент потенциального объяснения, как научение происходит.
Мозг детей содержит большее количество "спящих синапсов", которые неактивны, пока не будут рекрутированы. Этот процесс является частью нейропластичности. Нейропластичность повышается в критические и чувствительные периоды развития мозга, особенно в детском возрасте.
То, чему человек научается в раннем детстве, имеет на него непропорционально сильное влияние и обычно определяет курс его жизни. Обычно взрослые имеют больший потенциал для сознательного выбора что учить, в какой степени и как. У детей часто нет развитых консолидированных интересов, дальнострочных целей, этики, знаний о требованиях и запросах реального мира, способности расставлять приоритеты, составлять долгосрочные планы и придерживаться их. Обучение детей обычно происходит по схеме, когда за них выбирают, какие предметы и темы изучать, в каком стиле.